# 湖南彼方
湖南彼方（日语： Konami Kanata，1958年7月3日—），日本漫畫家。女性。出身於長野縣。O型血。

## 概要
1982年，湖南彼方以在《Nakayoshi》（講談社）上發表的出道。其處女作便開始連載。
她目前活躍於以貓為主角的作品，尤其是《大笨貓日記》，至今已連載超過20年。該作品以細緻刻畫貓咪行為而聞名。
她的筆名倒讀就是她的真名。她的父親是一位小學老師，也是伊藤理佐的班導師。伊藤理佐和她來自同一個家鄉，就讀同一所高中。

## 作品列表
- 大笨貓日記（日语：ふくふくふにゃ〜ん）
- （原作：沼田朗）
- 奇奇的異想世界

## 外部連結
- 湖南彼方的X（前Twitter） （日語）